# Romeins amfitheater van Suasa

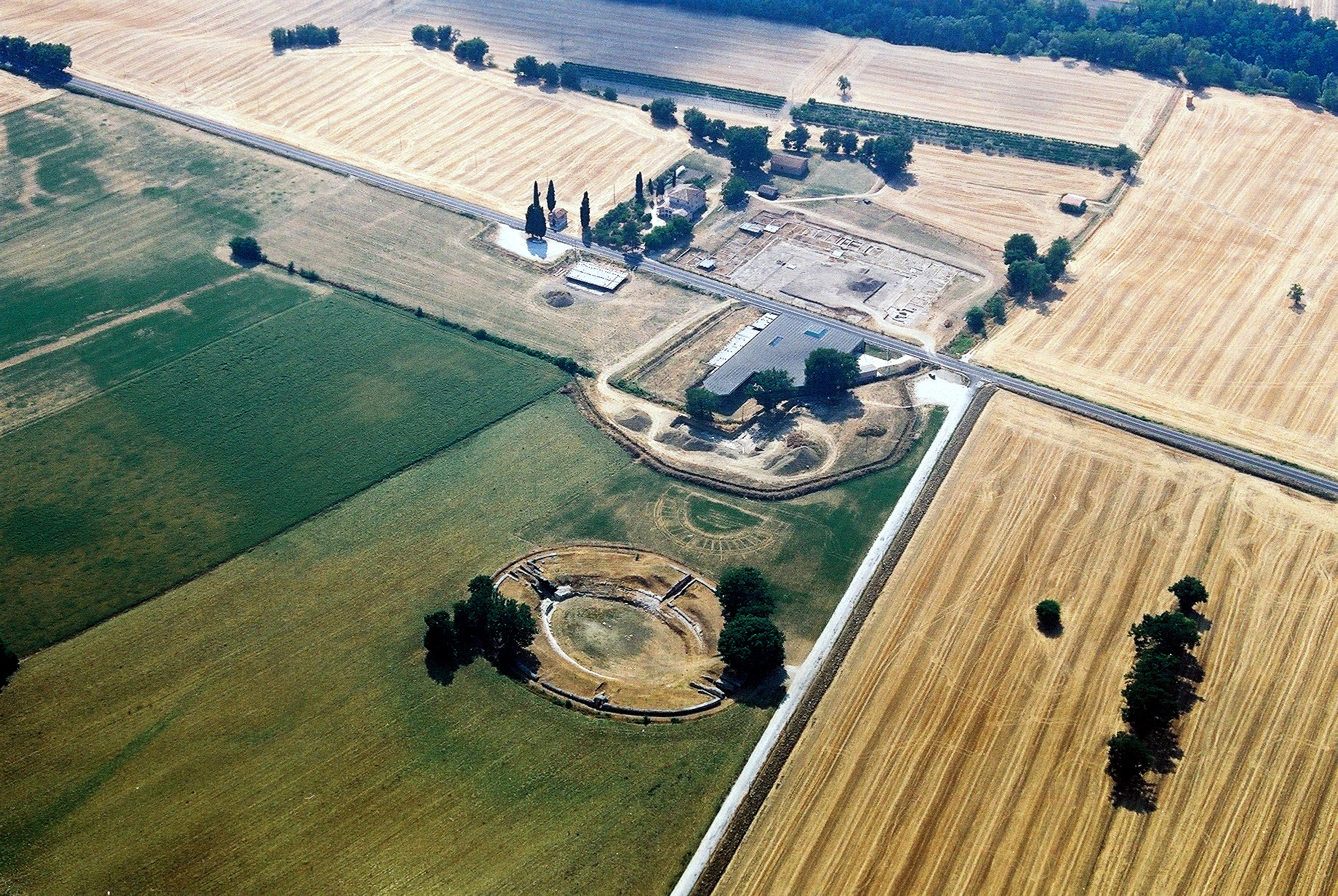
Luchtfoto van het amfitheater

Het Romeins amfitheater van Suasa (1e eeuw v.Chr.) is gelegen in de Italiaanse gemeente Castelleone di Suasa, in de regio Le Marche.
Het amfitheater was gelegen, juist buiten de Romeinse stad Suasa, tussen de rivier Cesano en een invalsweg. De diameter bedroeg 98,7 m. Het kon duizenden bezoekers bevatten en had zes vomitoria. Het is mogelijk dat er boven het stenen gebouw een houten constructie stond, zodat 10.000 bezoekers konden plaats nemen.
Na de Val van het West-Romeinse Rijk was het amfitheater korte tijd een fort ter verdediging van de stad, die overigens militair niet te verdedigen was omwille van haar toegankelijkheid.
Sinds het eind van de 20e eeuw werden er restauraties aan de cavea uitgevoerd. Het amfitheater is een deel van een grotere archeologische site. In de zomer vinden er theatervoorstellingen plaats in open lucht.